# Râul Valea Pârvului
Râul Valea Pârvului este un curs de apă, afluent al râului Dârjov. 